# Einsatzausbildungszentrum Schadensabwehr Marine

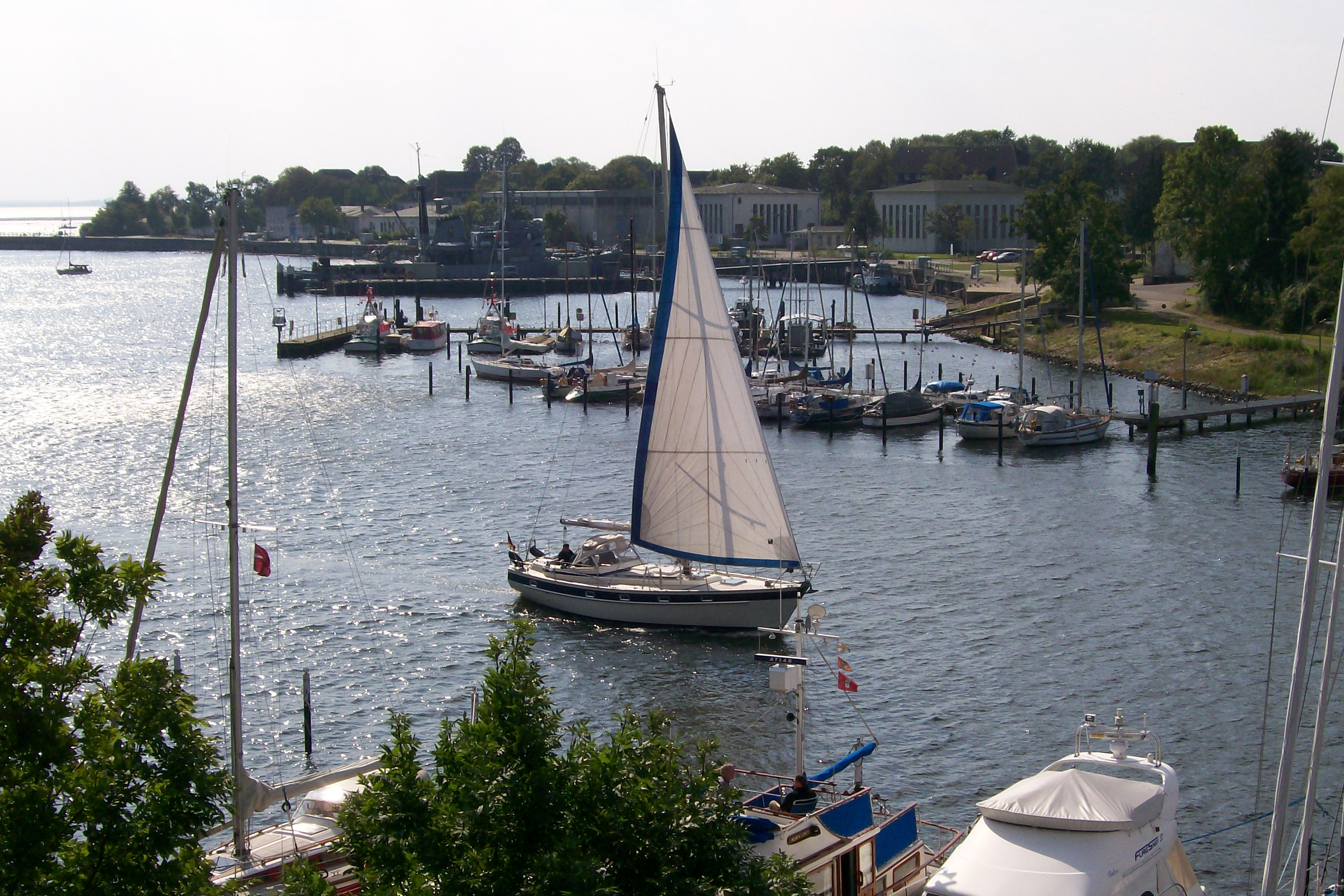
Blick über den Neustädter Hafen auf den Stützpunkt und die Anlagen des EAZS

Das Einsatzausbildungszentrum Schadensabwehr Marine (EAZS M) ist eine Schule der Deutschen Marine in Neustadt in Holstein. Es untersteht dem Abteilungsleiter Einsatz im Marinekommando in Rostock.

## Geschichte
Zum 1. August 1959 wurde die Aufstellung der Schiffssicherungsschule befohlen. Zum 17. März 1960 wurde die Schiffssicherungsschule in Schiffssicherungslehrgruppe umbenannt. Die Tauchausbildung startete am 1. März 1960 und die Schiffssicherungsausbildung am 1. Oktober 1960.
Die Kommandeure führten den Dienstgrad eines Fregattenkapitäns, später Kapitän zur See. Bis 2010 entstammten alle Kommandeure der schiffstechnischen Laufbahn.
Die Schiffssicherungslehrgruppe unterstand zunächst direkt dem Schiffsmaschinenkommando, ab 1962 Kommando der Schiffstechnik. 1965 wechselte die Unterstellung zur Inspektion der Schiffstechnik im Marineamt.
In dieser Zeit gliederte sich die Schiffssicherungslehrgruppe wie folgt:
- Kommandeur
  - Stab
  - Fachleiter Brandabwehr, Leckabwehr, ABC-Abwehr
  - 1. Inspektion: Theoretische Schiffssicherungsausbildung, Offizierlehrgänge
  - 2. Inspektion: Praktische Schiffssicherungsausbildung an Bord von Flotteneinheiten, Tauchereinsatzübungen, Schadensabwehr
  - 3. Inspektion: Taucherausbildung
  - Taucherschulboote (anfangs TM 1, TM 2 und Ems, später Baltrum und Juist)

Am 1. Januar 1974 wurde die Schiffssicherungslehrgruppe der Technischen Marineschule I in Kiel unterstellt und später in Ausbildungszentrum Schiffssicherung (AZS) umbenannt.
Bei der Auflösung der vormals in Neustadt stationierten U-Boot-Lehrgruppe wurde eine 4. Inspektion aufgestellt, die für die U-Boot-Rettungsausbildung verantwortlich ist.
Am 1. April 2010 erhielt das AZS unter Umbenennung in Einsatzausbildungszentrum Schadensabwehr Marine einen erweiterten Aufgabenbereich. Es wird seitdem von einem Kapitän zur See der operativen Laufbahn geführt.
Dem EAZS ist außerdem eine Betreuungsstelle für die Zivile Aus- und Weiterbildung mit dem Ausbildungsgang zum Fachinformatiker Systemintegration über zivile Bildungsträger angegliedert.
Im Zuge der Neuausrichtung der Deutschen Marine wurde das Einsatzausbildungszentrum Schadensabwehr Marine (EAZS M) in Neustadt/Holstein im Rahmen einer feierlichen Musterung am 26. März 2013 dem Marinekommando direkt unterstellt. Seit dem 1. April 2013 ist der Abteilungsleiter Einsatz auf der Ebene des Marinekommandos für die Geschicke des EAZS M verantwortlich. Damit endete die bisherige fachliche Unterstellung als Lehrgruppe der Marinetechnikschule (MTS) in Parow nach 13 1⁄2 Jahren.
Das 60-jährige Bestehen des Einsatzausbildungszentrums Schadensabwehr Marine wurde am 23. August 2019 in Anwesenheit des Abteilungsleiters Einsatz im Marinekommando, Konteradmiral Jürgen zur Mühlen, gefeiert.

## Ausbildung

### Ausbildungsziele
In den ersten Jahrzehnten war die Ausbildung auf das handwerkliche Beherrschen der Schiffssicherung ausgerichtet. Dazu gehörten in erster Linie die Bekämpfung von Bränden und Wassereinbrüchen, der Gebrauch der Rettungsmittel und die ABC-Abwehr. Außerdem bildete die Schiffssicherungslehrgruppe von Anfang an Marinetaucher aus und ist bereits seit 1958 ein zivil anerkannter Taucherlehrbetrieb.
1994 wurde die Ausbildung im Sinne einer ganzheitlichen Gefechtsausbildung von Kriegsschiffen umgestellt, die seitdem als Schadensabwehrgefechtsdienstausbildung (SAGA) bezeichnet wird. Sie bezieht operative Aspekte, den Sanitätsdienst und die Störungsbeseitigung in allen technischen Bereichen ein. Dadurch werden das äußere Gefecht – mit dem Gegner – und das innere Gefecht – mit den Trefferwirkungen und Ausfällen im eigenen Schiff – miteinander verbunden. Ziel ist es, den Gefechtswert des Schiffes auch unter Feindwirkung zu erhalten.

### Ausbildungsformen
Am EAZS finden einerseits Lehrgänge statt, an denen deutsche und ausländische Marineangehörige und Seeleute aus der See- und Binnenschifffahrt ausgebildet werden. Zum anderen bildet das EAZS Schiffsbesatzungen im Team an Bord aus.
In den Lehrgängen lernen alle zur See fahrenden Marineangehörigen die von ihnen geforderten Schiffssicherungskenntnisse. Dazu gehören neben Grundkenntnissen der Schiffssicherung wie dem Tragen des Atemschutzgeräts erweiterte Qualifikationen für Unteroffiziere und Offiziere. Unteroffiziere mit Portepee werden zum Leiter am Einsatzort und in einem zweiten Schritt zum Schiffssicherungsgruppenführer ausgebildet.
Offiziere erlernen das Schadensmanagement mit dem Ziel der Kampfwerterhaltung des Schiffes. Zu dieser Ausbildung gehören die Führungsseminare für Boots-, Geschwader- und Schiffsführungsteams mit Schwerpunkten auf der Schadensbereichsanalyse und der Hafenfeuerlöschrolle.
Das Teamtraining der Boote oder Schiffe findet in einer mehrtägigen Ausbildungsphase in der Neustädter Bucht statt. Außerdem werden Ausbildungsteams eingesetzt, die die Besatzungen der Schiffe auf dem Weg in den Einsatz oder im Einsatzgebiet nachschulen.

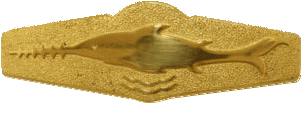
Abzeichen der Schwimmtaucher

Der schiffstechnische Taucherdienst dient dazu, Arbeiten unter Wasser ausführen zu können. Dazu werden Soldaten zum Taucher mit den Qualifikationen Schwimmtaucher, Tauchereinsatzleiter, Schiffstaucher oder Einsatzleiter Schiffstaucher ausgebildet, um in Tauchergruppen an Bord von Schiffen oder in den Marinestützpunkten eingesetzt zu werden. In weiteren Ausbildungsgängen wird die Ausbildung bis zum geprüften Taucher fortgeführt. Außerdem wird medizinisches Personal in Tauchermedizin geschult und zum Taucherarzt oder Taucherarztgehilfen ausgebildet.
U-Boot-Besatzungen werden am EAZS im Umgang mit speziell für U-Boote eingeführtem Rettungsgerät trainiert. Zudem kann im Tieftauchtopf, der mit über 50 m Höhe zugleich das höchste Gebäude Neustadts ist, der Ausstieg ohne Hilfsmittel aus einem gesunkenen U-Boot aus 32,5 m Tiefe geübt werden.
Neben diesen Ausbildungsgängen wird die Schule aufgrund ihrer Kompetenz und den Schulungseinrichtungen auch vielfach von Angehörigen der zivilen Schifffahrt zum Sicherheitstraining genutzt, auch von der DGzRS.

## Unterbringung

### Kasernenanlage
Das EAZS befindet sich in einer Kasernenanlage, die im Zweiten Weltkrieg als Ausbildungseinrichtung für U-Boot-Besatzungen diente. Im zum EAZS gehörenden Marinestützpunkt waren zwischenzeitlich U-Boote, Binnenminensuchboote und Schnellboote beheimatet. Nach einer kurzzeitigen Nutzung als Marineversorgungsschule wurde 1960 die neu aufgestellte U-Boot-Lehrgruppe in Neustadt stationiert. Außerdem dient die Kaserne als Stützpunkt der Bundespolizei (See).

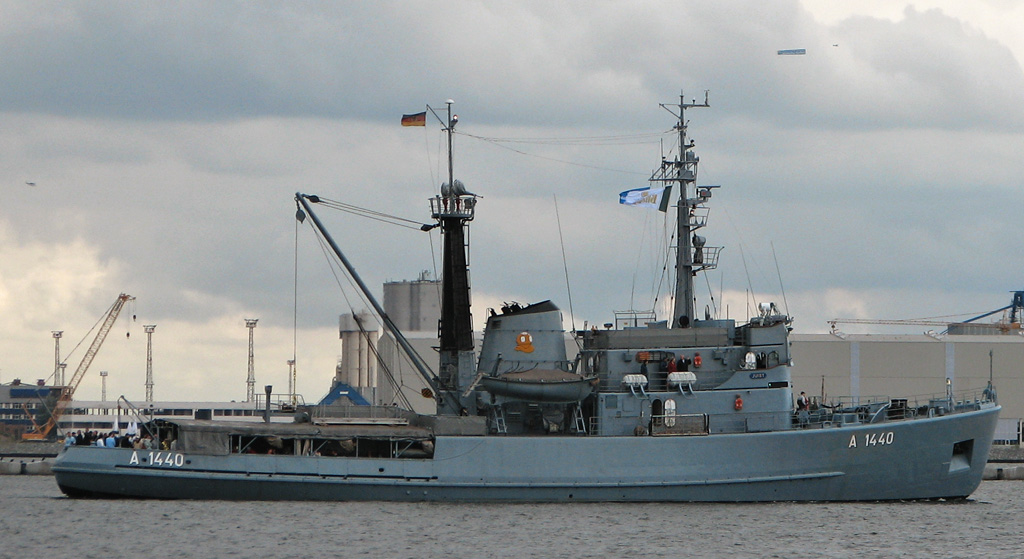
Taucherschulboot Juist

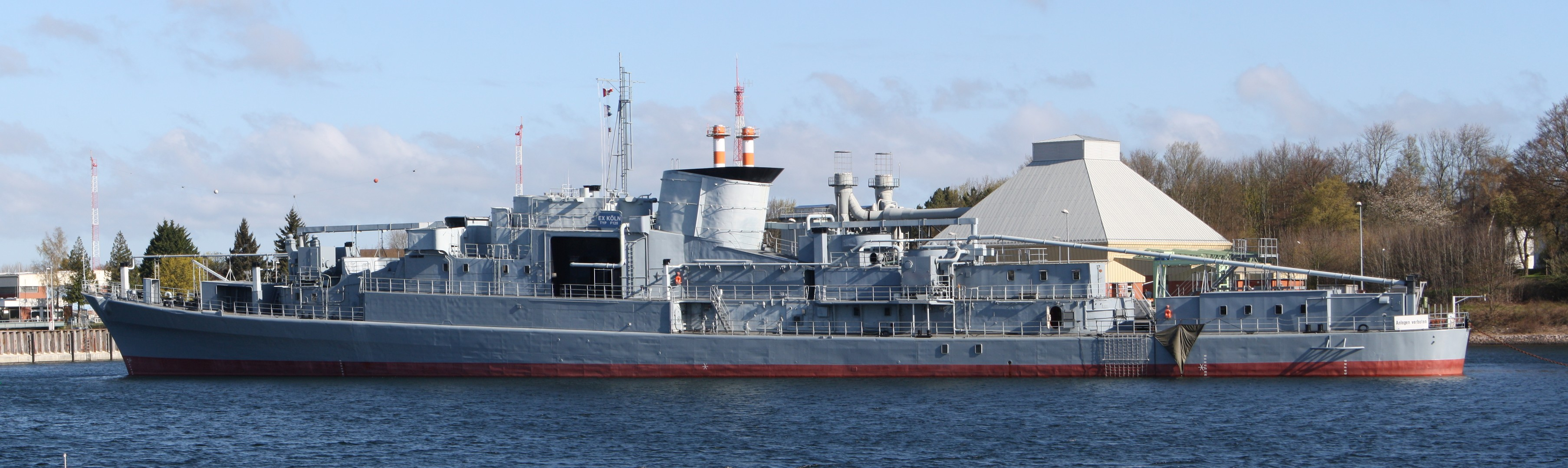
Ausbildungshulk Köln

### Ausbildungseinrichtungen

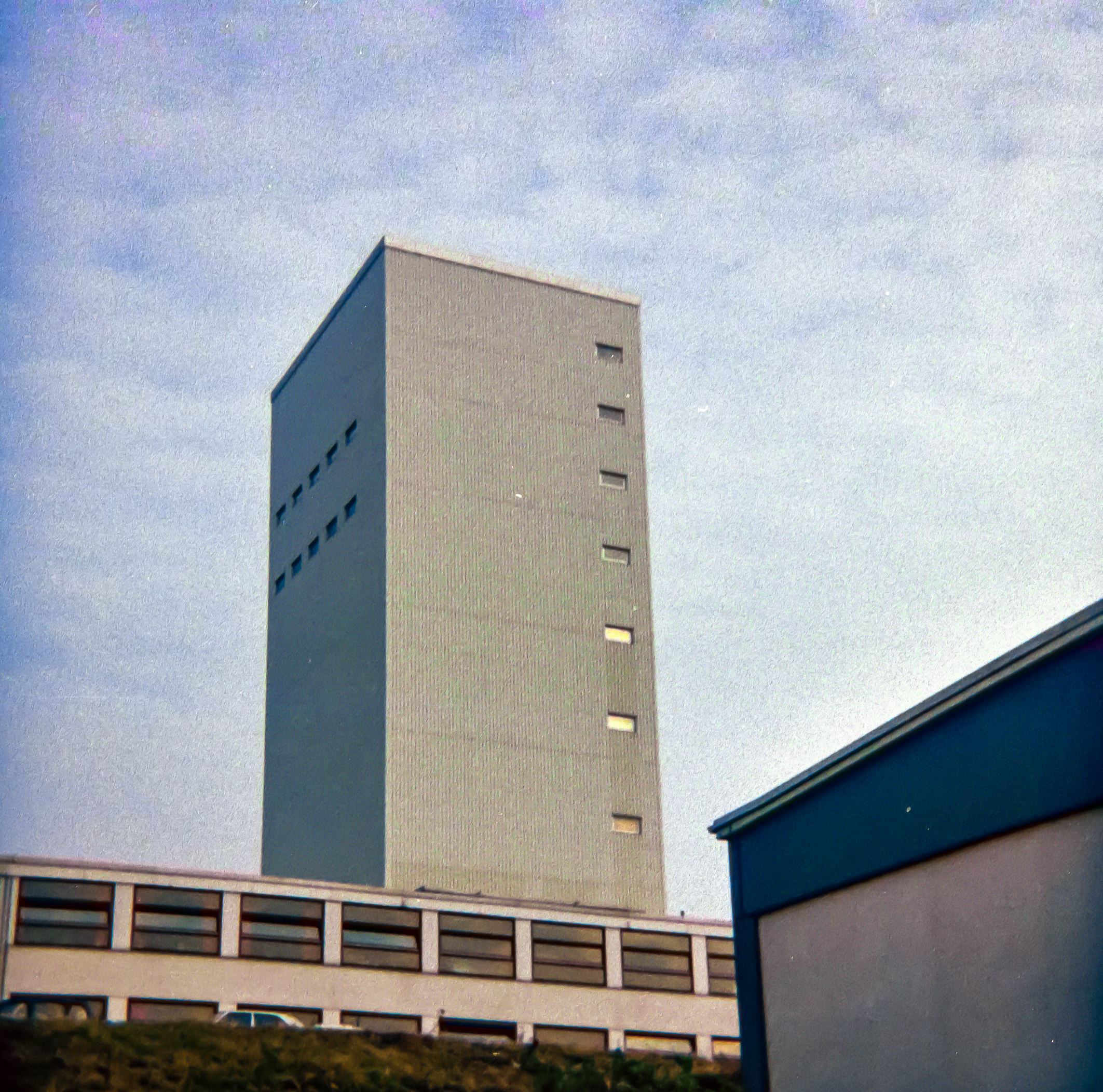
Tieftauchtopf

Folgende Ausbildungseinrichtungen sind am EAZS vorhanden:
- Brandhalle – Umgang mit Feuerlöschgerät und Atemschutz beim Feuerlöschen
- Atemschutzgeräte-Übungsanlage – Belastungstraining mit Atemschutzgerät
- Leckabwehrtorso – Schiffssektion an Land zum Training der Leckabwehr
- Übungshulk – ehemalige Fregatte Köln für Brandabwehr-, Leckabwehrübungen in realistischer Umgebung sowie Taucherausbildungseinrichtung der Flotte
- Tieftauchtopf – Ausstiegstraining für U-Boot-Besatzungen
- Taucherübungsbecken – Tauchtraining
- Rettungsmittel- und Taucherübungshalle – Tauchausbildung sowie Rettungsmittelausbildung (Rettungsweste und Rettungsinsel) inklusive Wellensimulationsanlage
- Taucherschulboote Juist und Baltrum – Tauchausbildung in offenen Gewässern

## Kommandeure (Auswahl)
Leiter des Aufstellungsstabes war von August 1959 bis Juni 1960 der Korvettenkapitän Hans Lass.
- Fregattenkapitän Otto Dingeldein: von Juli 1960 bis September 1963
- Fregattenkapitän Karl-Heinz Nitschke: von September 1963 bis September 1966
- Fregattenkapitän Walter Holub: von Oktober 1966 bis März 1969
- Fregattenkapitän Friedrich Rosenkranz: von April 1969 bis März 1972
- Fregattenkapitän Walter Günther: von März 1972 bis März 1974
- Fregattenkapitän Walter Schmidt: von März 1974 bis Dezember 1976
- Fregattenkapitän Hans Rudolf Schröder: von Dezember 1976 bis März 1979
- Fregattenkapitän Dr.-Ing. Joachim Rybakowski: von April 1979 bis September 1980
- Fregattenkapitän Helmut Martin: ab Oktober 1980
- Kapitän zur See Mathias Metz: von März 2010 bis Juli 2017
- Kapitän zur See Eckardt Menzel: von Juli 2017 bis September 2023
- Fregattenkapitän Jörg Mascow: ab 29. September 2023[12][13]